# 홍인혜
홍인혜(1982년 ~ )는 대한민국의 만화가, 시인, 카피라이터이다. 
2018년 문학사상 신인문학상 시 부문에 당선되어 등단하였다.

## 이력
- 2004년	이화여대 심리학과 졸업

## 저서
- 《루나파크》 (애니북스) 2007년 9월 ISBN 978-89591915-9-8
- 《루나 파크 사춘기 직장인》 (애니북스) 2008년 9월 ISBN 978-89591921-6-8
- 《지금이 아니면 안 될 것 같아서 (루나파크 훌쩍 런던에서 살기)》 (달) 2011년 9월 ISBN 978-89939283-5-8
- 《루나 파크 옷걸이 통신》 (씨네21북스) 2014년 7월 ISBN 978-89843182-1-2
- 《혼자일 것 행복할 것》 (달) 2016년 11월 ISBN 979-11581604-7-0
- 《지금이 아니면 안 될 것 같아서》 (달) 2018년 12월 ISBN 979-11581608-7-6